# 35-й окремий транспортний змішаний авіаційний полк (РФ)
35-й окремий транспортний змішаний авіаційний полк — тактичне формування Повітряно-космічних сил Росії в складі 11-ї армії ВПС і ППО, командування базується в місті Хабаровськ..
Полк базується на двох авіабазах:
- Хабаровськ-Центральний (в/ч 35471)[1].
- Ключі (в/ч 35471-2)[2].